# Bülent Ceylan
Pour les articles homonymes, voir Ceylan (homonymie).
Bülent Turan Ceylan (né le 4 janvier 1976 à Mannheim) est un humoriste allemand.

## Biographie
La mère de Ceylan, Hilde Merkel, est allemande et catholique, son père Ahmet Ceylan, décédé en 2012, est turc et musulman. Il a trois frères et sœurs aînés. À Mannheim, il fréquente l'école primaire Friedrich-Ebert du quartier de Waldhof et le Ludwig-Frank-Gymnasium. Déjà à l'école, il réalise des parodies de célébrités.
Après l'abitur en 1995, il effectue un stage à la chaîne de télévision VIVA et à la radio RPR1. Il y rencontre l'auteur comique de la matinale Roland Junghans, qui crée pour lui le spectacle Produzier' mich net! fin 1998. Ceylan fait ses premières apparitions sur de petites scènes, il étudie aussi la philosophie et les sciences politiques à partir de 1998, mais abandonne ses études au profit de sa carrière scénique.
En 1999, suivent le programme Nou Mässitsch!, d'autres participations à des concours et les premiers contacts avec Thomas Hermanns et la Köln Comedy Schule. À cette époque, Ceylan voyage à travers le pays avec un « Best Of » de ses précédents programmes, toujours sous le titre Produzier' mich net!. Le spectacle Döner for one commence en novembre 2002 et permet à Ceylan de percer à l'échelle nationale (mis en scène pour la première fois par Geriet Schieske). Dans ses spectacles, Ceylan incarne les caprices des Turcs d'Allemagne et des habitants de Mannheim dans divers rôles. Il expose les préjugés et les absurdités dans la manière dont les différentes cultures interagissent entre elles et les dénonce ou s'en moque.
La première de son spectacle halb getürkt (également avec des contributions textuelles de Frederic Hormuth) a lieu en octobre 2005 ; il est diffusé sur ZDF en juillet 2006. Il est suivi en 2007 par Kebabbel net, spectacle que RTL enregistre dans la SAP Arena de Mannheim et diffusé en septembre 2009. En octobre 2009, Ceylan reçoit le Deutscher Comedypreis dans la catégorie Meilleur espoir et en mai 2010 le prix Civis – Europas Medienpreis für Integration. Parallèlement, il crée son spectacle Ganz schön turbülent et reçoit en 2010 le Deutschen Comedypreis du meilleur comédien.
En 2011, son spectacle Wilde Kreatürken commence, il est enregistré pour RTL à l'été 2012. Suit son spectacle HAARDROCK, dont la première a lieu à Heidelberg en janvier 2014. Au Rocco del Schlacko, il joue en première partie de Korn. En août 2010, Ceylan est le premier humoriste à se produire au festival de métal Summer Breeze. Il se produit au Wacken Open Air en août 2011 et juillet 2014 et devant 40 000 spectateurs au Deutsche Bank Park de Francfort en juin 2012.

## Vie privée
Bülent Ceylan s'est marié deux fois, il est l'époux de Radine, une Australienne d'origine aborigène et a quatre enfants (un de son premier couple, trois du deuxième).
Il est chrétien évangélique après un baptême en 2019.

## Spectacles
- Produzier’ mich net (première novembre 1998, Opera Buffa, Mannheim)
- Nou Mässitsch (première novembre 1999, Opera Buffa, Mannheim)
- Best of: „Produzier’ mich net!“ (2000)
- Döner for one – mit alles (première le 8 novembre 2002, Capitol, Mannheim)
- Halb getürkt (première le 8 octobre 2005, Rosengarten, Mannheim)
- Kebabbel net (première le 19 septembre 2007, Capitol Mannheim)
- Ganz schön turbülent! (première le 8 octobre 2009, Capitol Mannheim)
- Wilde Kreatürken (première le 5 octobre 2011, Capitol Mannheim)
- Haardrock (première le 17 février 2014, Capitol Mannheim)
- Kronk (première le 4 février 2016, Schwarzwaldhalle Karlsruhe)
- Lassmalache (première le 29 janvier 2018, Capitol Mannheim)
- Luschtobjekt (première le 22 janvier 2020, Capitol Mannheim)
- Yallah Hopp! (première prévue le 18 février 2024, Capitol Mannheim)